# Maxine Reiner
Maxine Reiner (Filadelfia, 16 marzo 1916 – Los Angeles, 19 giugno 2003) è stata un'attrice e modella statunitense.

## Biografia
Ancora studentessa, Maxine Reiner cominciò a lavorare come modella di pubblicità delle sigarette. Terminati gli studi secondari, con la madre e la sorella Naomi si trasferì a Los Angeles per tentare la fortuna negli studi di Hollywood. Riuscì a ottenere un contratto dalla Paramount e nel 1935 iniziò la carriera cinematografica con un'apparizione in Wanderer of the Wasteland. 
Il primo ruolo appena più rilevante lo ebbe nel 1936 in Il terrore del circo, della serie delle investigazioni di Charlie Chan, il personaggio interpretato da Warner Oland, dove Maxine interpreta una trapezista del circo. Altre piccole parti furono recitate in Sins of Man, di Gregory Ratoff, in The Girl on the Front Page, con Gloria Stuart, e in Sos apparecchio 107, di Murray Roth, con cui concluse la sua carriera cinematografica. 
Maxine aveva sposato Joseph Myerson (1905-1986), un commerciante di vestiti, nel luglio del 1935, ma i due si separarono già dopo tre mesi. L’attrice si risposò nel 1937 con l'avvocato Harry Sokolov (1899-1977), che poi divenne un dirigente della 20th Century Fox. Ebbero un figlio e divorziarono nel 1955. Maxine Reiner si risposò ancora con Frank Grossman (1915-1988) e ancora una volta divorziò. Morì nel 2003 a Los Angeles.

## Filmografia
- Wanderer of the Wasteland (1935)
- Professional Soldier (1935)
- It Had to Happen (1936)
- Il terrore del circo (1936)
- Sins of Man (1936)
- The Girl on the Front Page (1936)
- Sos apparecchio 107 (1936)